# Mariya Ahmed Didi
Maryia Ahmed Didi, född 18 augusti 1962, är en maldivisk politiker, advokat och människorättsaktivist från Malé.
Didi blev den första kvinnliga advokaten på Maldiverna efter studier vid Aberystwyth universitet i Wales, Storbritannien och engagerade sig i kvinnors rättigheter på Maldiverna genom demonstrationer 2006. Hon blev invald i parlamentet som en av fem kvinnor som representant för Maldivernas demokratiska parti (MDP).
2007 tilldelades Didi International Woman of Courage Award.
2008 vann Maldivernas demokratiska parti det första presidentvalet där fler än ett parti tillåtits att delta och Didi hade då blivit en del av partiets ledning.
2018 arbetade Didi som kampanjledare för partiets presidentkandidat Ibrahim Mohamed Solih och efter valvinsten utsågs Didi till landets första kvinnliga försvarsminister. Även valåret 2023 arbetar Didi som kampanjledare för samma kandidat som tidigare.